# 25051 Vass
25051 Vass è un asteroide della fascia principale. Scoperto nel 1998, presenta un'orbita caratterizzata da un semiasse maggiore pari a 2,6230754 UA e da un'eccentricità di 0,1658918, inclinata di 14,71645° rispetto all'eclittica.